# João Jaquité
João Lamine Jaquité (ur. 22 lutego 1996 w Bissau) – piłkarz z Gwinei Bissau grający na pozycji defensywnego pomocnika. Od 2021 jest zawodnikiem klubu UD Vilafranquense.

## Kariera klubowa
Swoją karierę piłkarską Jaquité rozpoczął w juniorach klubu Povoense. W 2014 roku zadebiutował w nim w czwartej lidze portugalskiej. Latem 2014 został zawodnikiem CD Tondela. Swój debiut w nim w pierwszej lidze portugalskiej zanotował 20 grudnia 2015 w przegranym 1:3 domowym meczu z Vitórią Setúbal. W sezonie 2017/2018 był z niego wypożyczony do trzecioligowego Lusitano FCV. W Tondeli występował do końca sezonu 2020/2021.
W sierpniu 2021 Jaquité przeszedł do drugoligowego UD Vilafranquense. Swój debiut w nim zaliczył 23 sierpnia 2021 w zremisowanym 1:1 domowym spotkaniu ze Sportingiem Covilhã.
| Sezon   | Klub         | Kraj       | Rozgrywki        | Mecze | Gole |
| ------- | ------------ | ---------- | ---------------- | ----- | ---- |
| 2013/14 | Povoense     | Portugalia | Terceira Divisão | 2     | 0    |
| 2014/15 | CD Tondela   | Portugalia | Segunda Liga     | 0     | 0    |
| 2015/16 | CD Tondela   | Portugalia | Primeira Liga    | 1     | 0    |
| 2016/17 | CD Tondela   | Portugalia | Primeira Liga    | 1     | 0    |
| 2017/18 | Lusitano FCV | Portugalia | Segunda Divisão  | 32    | 2    |
| 2018/19 | CD Tondela   | Portugalia | Primeira Liga    | 14    | 0    |
| 2019/20 | CD Tondela   | Portugalia | Primeira Liga    | 21    | 0    |
| 2020/21 | CD Tondela   | Portugalia | Primeira Liga    | 16    | 1    |

## Kariera reprezentacyjna
W reprezentacji Gwinei Bissau Jaquité zadebiutował 23 marca 2019 w zremisowanym 2:2 meczu kwalifikacji do Pucharu Narodów Afryki 2019 z Mozambikiem, rozegranym w Bissau. W 2019 roku był w kadrze na Puchar Narodów Afryki 2019. Rozegrał na nim jeden mecz grupowy, z Beninem (0:0).
W 2022 roku Jaquité został powołany do kadry na Puchar Narodów Afryki 2021. Na tym turnieju nie rozegrał żadnego meczu.